# 740-ві
Раннє Середньовіччя. Відбувся останній спалах чуми Юстиніана. У Східній Римській імперії завершилося правління Лева III Ісавра, розпочалося правління Костянтина V. Омеядський халіфат утримував майже весь Піренейський півострів, крім Астурії. Невелика частина Італії належала Візантії, на решті лежало Лангобардське королівство. Франкським королівством фактично правили мажордоми: Карл Мартел, а потім його сини. В Аквітанії правили сини та внуки Едо Великого. В Англії тривав період гептархії. Центр Аварського каганату лежав у Паннонії. Існували слов'янські держави князівство Карантанія та Перше Болгарське царство.
Правляння Омеядів в арабському халіфаті змінилося правлінням Аббасидів. У Китаї тривало правління династії Тан. Індія роздроблена. В Японії триває період Нара. У степах між Азовським морем та Аралом існує Хазарський каганат. Тюркський каганат розвалився, утворився Уйгурський каганат, тюрки мігрували на захід.
На території лісостепової України в VIII столітті виділяють пеньківську й празьку археологічні культури. У VIII столітті тривало швидке розселення слов'ян. У Північному Причорномор'ї співіснують різні кочові племена, зокрема булгари, хозари, алани, авари, тюрки.

## Події
- Експансія Омеядського халіфату припинилася. Арабам стало дедалі складніше втримувати завойовані землі, що простягалися від Сінду до Іспанії. Виникали повстання в Магрибі, Тунісі, Єгипті, Середній Азії, Хорасані. В ісламі боролися між собою різні течії. Усе це призвело до падіння династії Омеядів 750 року. Владу захопила династія Аббасидів.
- У Франкському королівстві після смерті мажордома Карла Мартела владу розділили його сини Піпін Короткий та Карломан. З 743 року королем став Хільдерик III, але його проголошення було номінальним. 747 року Карломан постригся в ченці, і правителем усього королівства залишився Піпін Короткий.
- У Візантії після смерті Лева III Ісавра імператором став його син Костянтин V. Йому довелося подолати бунт узурпатора Артабаста.
- Костянтин V і далі проводив іконоборську політику батька, через що в нього склалися напружені стосунки з Римом. Папа Римський Захарій стримував лангобардів, які володіли більшою частиною Італії, шляхом переконання і переговорів.
- Карантанія попала в залежність від баварів.
- Припинив існування Тюркський каганат. Степи на північ від Китаю захопили уйгури, тюрки мігрували західніше, на територію сучасного Казахстану.
- Європою прокотилася остання хвиля чуми Юстиніана.
- 741 — кінець понтифікату Папи Григорія III;
- 741 — початок понтифікату Папи Захарія;